# Laurent Roux
Laurent Roux (født 3. december 1972 i Cahors) er en tidligere fransk landevejscykelrytter.